# Széchenyi (zámek)
Zámek Széchenyi (maďarsky Széchenyi-kastély) je pozdně barokní a raně klasicistní zámecký areál v obci Nagycenk šoproňského okresu v maďarské župě Győr-Moson-Sopron. Vybudovala jej hrabata rodu Sečenských (Széchenyiů).

## Historie

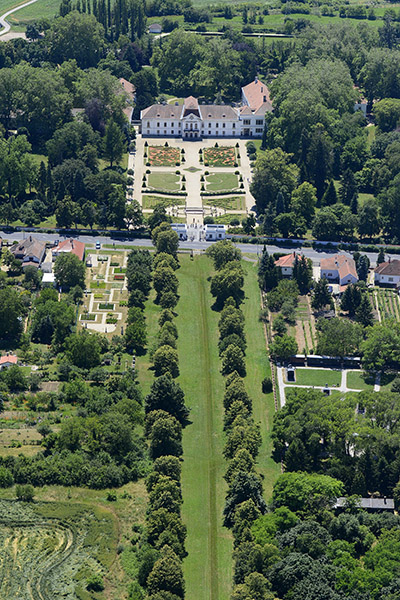
Zámek a zámecký park

Stavební práce započaly roku 1741. Autorem hlavní brány z let 1741 až 1750 byl Franz Anton Pilgram. Zámek ve stylu na rozhraní pozdního baroka a raného klasicismu sloužil jako sídlo uherského šlechtice Štěpána Sečenského (István Széchenyi). Ten ho v letech 1834 až 1840 nechal zmodernizovat podle plánu šoproňského stavitele Ferdinanda Hilda.
Na konci druhé světové války byl zámek silně poškozen a z původního vnitřního vybavení se zachovalo prakticky pouze klasicistní schodiště. Po obnově objektu v letech 1969–1973 byla část budov přeměněna na muzeum věnované Štěpánu Széchenyiovi. Ostatní části slouží jako zámecký hotel a restaurant.